# Eptesicus bobrinskoi
Eptesicus bobrinskoi és una espècie de ratpenat endèmic del Kazakhstan.
S'assembla molt a E. nasutus i, de fet, abans n'havia estat considerat una subespècie. Els pèls del dors són llargs i sedosos, marrons i més foscos a la base i groc oliva a la punta. Les orelles i el morro són negres i la cua sobresurt uns 5 o 6 mm de l'uropatagi.
Viu en estepes i deserts, com els del nord-est del mar d'Aral, i s'amaga en esquerdes naturals o de ruïnes.